# Alpha Safari
Alpha Safari, svenskt indierock-band grundat i Stockholm 2001.
Bandet bildades av förre Misery Loves Co.-sångaren Patrik Wirén och numera förre Entombed-gitarristen Uffe Cederlund. Detta skedde i samband med att sångarens tidigare band gick i graven, och från detta band hämtades också trummisen Olle Dahlstedt. Gruppens aktivitet är på sparlåga då både sångaren och gitarristen ofta har fullt upp med andra band (Disfear m.fl.) eller att skriva artiklar för Close up magazine. Bandets första demo innehöll låtar som Björklinge och It wasn't meant for us och lyriken fortsätter på det halvdepressiva temat som var gällande för Misery Loves Co. Bandet har jämförts med bland annat Dinosaur Jr och NoMeansNo. Debutalbumet "Commercial Suicide" gavs ut 2004 via Threeman/Playground och följdes av ett 20-tal spelningar i Skandinavien.

## Medlemmar
- Patrik Wirén – sång (tidigare i Misery Loves Co., Midas Touch, High Tech Junkies)
- Uffe Cederlund – gitarr (tidigare i Entombed, även i Disfear)
- Olle Dahlstedt – trummor (tidigare i Misery Loves Company och Dead Starlet, numera Entombed)
- Patrik Thorngren – basgitarr (tidigare i Misery Loves Company, även i QGMR och The Horror The Horror)

## Diskografi
Album
- 2004 – Commercial Suicide

Singel
- 2004 – "Disappear"